# Epistephium frederici-augusti
Epistephium frederici-augusti är en orkidéart som beskrevs av Heinrich Gustav Reichenbach och Josef Ritter von Rawicz Warszewicz. Epistephium frederici-augusti ingår i släktet Epistephium och familjen orkidéer.
Artens utbredningsområde är Colombia. Inga underarter finns listade i Catalogue of Life.

## Bildgalleri

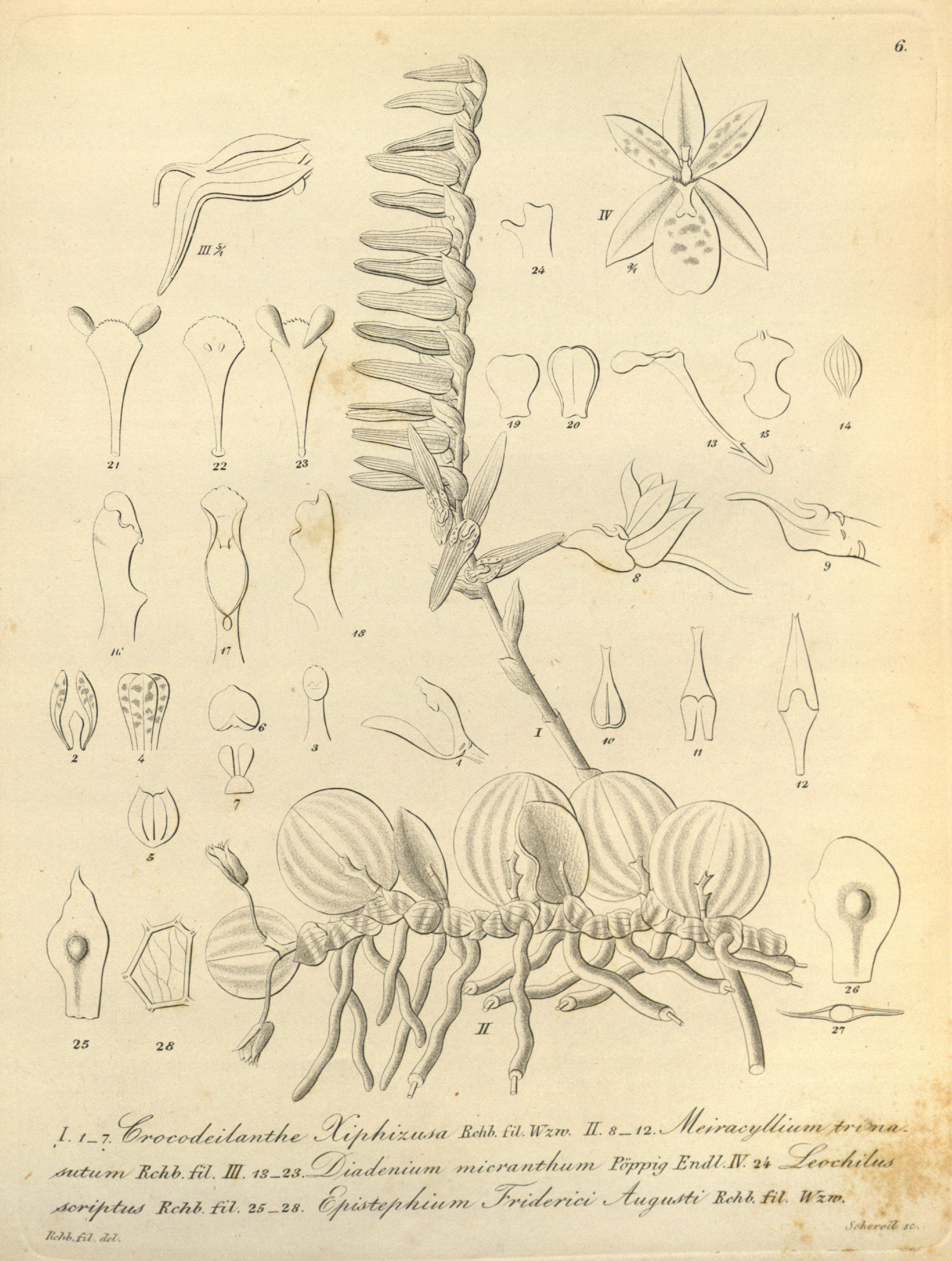